# Dicalci phosphat

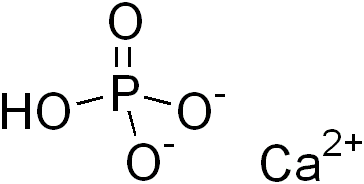
Dicalcium phosphate

Dicalci phosphat (dicalcium phosphate - DCP) là muối calcium của axit phosphoric, có công thức hóa học là CaHPO4.2H2O, phân tử khối là 172,10.
Dicalcium phosphat thường ở dạng bột, có màu trắng hoặc mầu trắng hơi ngả vàng; đường dùng bổ sung vào khẩu phần ăn của vật nuôi để cung cấp calcium, phosphorus .